# Ҿ
Ҿ, ҿ е буква от кирилицата. Използва се в абхазкия език, където обозначава беззвучната ретрофлексна преградно-проходна изтласкваща съгласна /ʈ͡ʂʼ/, чието приблизително съответствие е българското ч.

## Кодове
| Буква  | Уникод |
| ------ | ------ |
| Главна | U+04BE |
| Малка  | U+04BF |

В други кодировки буквата Ҿ отсъства.